# Sahib I Giray
Sahib I Giray (1501 – 1551) fu Khan di Kazan' per 3 anni e Khan di Crimea per 19 anni.
Divenne Khan di Crimea con il sostegno Turco e in seguito fu detronizzato dai turchi stessi. Durante il suo regno le truppe del Khanato combatterono a servizio dell'Armata Ottomana e fu in virtù di questi servigi che nel 1538 Sahibc chiese a Solimano il Magnifico la costruzione della Fortezza di Tighina. Dal 1532 al 1584, durante i regni di Sahib I, Devlet I e Mehmed II, il Khanato di Crimea raggiunse il suo massimo splendore.